# Рекс Стаут
Рекс Тодхънтър Стаут (на английски: Rex Todhunter Stout) (1886–1975), с псевдоним Еванс Дей (на английски: Evans Day) е американски писател.
Автор е на повече от 70 детективски романа, в 46 от които главен герой е ексцентричният, дебел пияч на бира и чревоугодник Ниро Улф, частен детектив, чийто остроумен сътрудник и партньор в разкриване на престъпления е Арчи Гудуин.
Стаут започва литературната си кариера като писател за деца, публикувайки сантиментални и приключенски романи, както и някои полукриминални истории, но след 1938 г. цялото му творчество е в областта на детективския роман.

## Биография
Рекс Стаут е роден на 1 декември 1886 г. в Нобълсвил, Индиана. Той е син на Джон Уолъс Стаут и Лусета Елизабет Тодхънтър, които били квакери. Завършва гимназия в Топика, Канзас и Университета на Канзас в Лоурънс. От 1906 до 1908 г. служи като юнга-доброволец във военноморските сили на САЩ, на яхтата на президента Теодор Рузвелт. От 1916 до 1927 г. работи като помощник в канцелария, продавач, счетоводител и управител на хотел. Стаут изобретява банкова система за ученици, въведена в 400 града на САЩ. През 1916 г. се жени за Фей Кенеди от Топика, Канзас. Разделят се през 1933 г. и същата година Стаут се жени за Пола Хофман от Виена.
Първите романи на Стаут се появяват през второто десетилетие на 20 век в „Ол-стори Магазин“ (All-Story Magazine): „Нейният забранен рицар“ (1913), „Под Андите“ (1914), „Награда за принцесата“ (1914), „Великата легенда“ (1916). Той продължава да издава статии и разкази в различни списания. През 1927 г. става професионален писател. През 1929 г. Стаут изгубва парите, които спечелва като бизнесмен. След публикуването на 4 умерено успешни романа, сред които „Като бог“ (1929) – необикновен психологически роман, написан във второ лице, Стаут се обръща към формата на детективския роман. Негово голямо постижение е Ниро Улф, 286-фунтов (130 kg) детектив. Дневната консумация на бира от Улф е удивителна, той има жълта копринена пижама и обича орхидеи. Той е чревоугодник, който изяжда 8-фунтова (4 kg) гъска за 1 ден. Гудуин се появява за пръв път в романа на Стаут „Фер-дер-ланс“ (1934) и функцията му е да подтиква огромния си работодател към действие. Този роман първоначално излиза като подлистник на съботния „Ивнинг поуст“ (Saturday Evening Post). Последван е от „Лигата на уплашените мъже“ (1935). Х. Р. Ф. Кийтинг, критик и известен автор на детективски романи, го включва сред 100-те най-добри криминални и детективски романи, издавани изобщо. Книгата е екранизирана през 1937, режисьор е Алфред Е. Грийн. „Запознайте се с Ниро Улф“ (1936) е изненадващ успех, главната роля се изпълнява от Едуард Арнолд. И в двата филма Лайънъл Стендър играе Арчи Гудуин, но във втория филм Арнолд е заменен от Уолтър Конъли. „Едва ли публиката обича да гледа герой, който само седи и мисли“, остро пише критик във „Вараяти“ (Variety).
Феноменално дебелият частен детектив обаче спечелва широка популярност още от самото начало. Стаут е плодовит писател – пише по един роман за Ниро Улф годишно, а от 40-те години – понякога и по няколко – до края на живота си. По време на писателската си кариера, Стаут става майстор на различни литературни форми, включително късия разказ, романа и научната фантастика, като сред тях е първият политически трилър „Президентът изчезва“ (1934), в който изчезването на президента на Щатите предизвиква криза в близкото бъдеще. В една от по-ранните си творби, „Под Андите“ (1914, „Ол-стори Магазин“), Стаут описва един изгубен подземен свят с инки-джуджета.
По време на Втората световна война, Стаут изоставя на заден план писането на детективски романи, присъединява се към организацията „Борба за свобода“ и пише пропаганда. Той е водещ на три седмични радио-предавания и координира доброволческите служби на американските писатели, за да подпомогне военните усилия. След войната Стаут се връща към своите романи за Ниро Улф и поема ролята на джентълмен-фермер в своето имение при Хай Мийдоус в Брустър, северно от Ню Йорк. Бил е председател на Авторската гилдия (Съюза на американските писатели) и на организацията на писателите на детективски романи. От втората организация получава Наградата за голямо майсторство през 1959 г. Стаут провежда активна либерална дейност и пренебрегва призовките от Комисията за антиамериканска дейност към Белия дом в разгара на маккартизма. През следващите години той разваля приятелството си с много свои приятели-либерали, защото заема позицията на ястребите по отношение войната във Виетнам – неговото презрение към комунизма често проличава в творбите му.
Рекс Стаут умира на 27 октомври 1975 г.
През 1978 г. организацията „The Wolfe Pack“ учредява в чест на писателя наградата „Ниро“ за най-добър криминален роман.
Писателят Робърт Голдсбъроу продължава приключенията на детектива Ниро Улф в края на 80-те години.